# Bryum incurvum
Bryum incurvum là một loài rêu trong họ Bryaceae. Loài này được Huds. ex Brid. mô tả khoa học đầu tiên năm 1803.